# Steatoda terastiosa
Steatoda terastiosa är en spindelart som beskrevs av Zhu 1998. Steatoda terastiosa ingår i släktet vaxspindlar, och familjen klotspindlar. Inga underarter finns listade i Catalogue of Life.